# Valette (Cantal)
Valette – miejscowość i gmina we Francji, w regionie Owernia-Rodan-Alpy, w departamencie Cantal.
Według danych na rok 1990 gminę zamieszkiwały 284 osoby, a gęstość zaludnienia wynosiła 19 osób/km² (wśród 1310 gmin Owernii Valette plasuje się na 570. miejscu pod względem liczby ludności, natomiast pod względem powierzchni na miejscu 628.).